# Quốc lộ 49C
Quốc lộ 49C là một tuyến quốc lộ nối giữa thị xã Quảng Trị, tỉnh Quảng Trị với thị xã Phong Điền, thành phố Huế.

## Thông tin kỹ thuật
Quốc lộ 49C có chiều dài toàn tuyến là 23,91 km. Tuyến đường này trước đó là Tỉnh lộ 581, sau đó đã được chuyển thành Quốc lộ 49C theo quyết định của Bộ Giao thông Vận tải ngày 18 tháng 7 năm 2013. Điểm đầu của Quốc lộ 49C giao cắt với Quốc lộ 1 thuộc Phường 1, thị xã Quảng Trị, tỉnh Quảng Trị; điểm cuối nối với tuyến Quốc lộ 49B thuộc xã Phong Thạnh, thị xã Phong Điền, thành phố Huế.